# L'amour vient en dansant
Pour plus de détails, voir Fiche technique et Distribution.
L'amour vient en dansant (titre original : You'll Never Get Rich) est un film musical américain réalisé par Sidney Lanfield, sorti en 1941.

## Synopsis
Un producteur de spectacles, Martin Cortland, est très sensible au charme de ses danseuses. Pour conquérir l'une d'entre elles, Sheila Winthrop, il décide de lui offrir un bracelet gravé à son nom. Mais la femme du producteur découvre le bracelet et le menace de divorce. Martin demande alors à son chorégraphe Robert Curtis de déclarer que le bracelet lui appartient et qu'il est amoureux de Sheila. Robert veut offrir le bracelet à Sheila mais les choses se compliquent quand il découvre que la belle est fiancée avec un officier de l'armée.

## Fiche technique
- Titre : L'amour vient en dansant
- Titre original : You'll Never Get Rich
- Réalisation : Sidney Lanfield
- Scénario : Michael Fessier et Ernest Pagano
- Photographie : Philip Tannura
- Montage : Otto Meyer
- Musique : Cole Porter
- Paroles : Cole Porter
- Direction musicale : Morris Stoloff
- Chorégraphie : Robert Alton
- Décors : Lionel Banks
- Costumes : Irene et Robert Kalloch
- Producteur délégué : Samuel Bischoff
- Société de production : Columbia Pictures
- Société de distribution : Columbia Pictures
- Pays de production :  États-Unis
- Langue : anglais
- Format : Noir et blanc — 35 mm — 1,37:1 — Son : Mono
- Genre : film musical
- Durée : 88 minutes
- Dates de sortie : 
  - États-Unis : 25 septembre 1941
  - France : 2 juillet 1947

## Distribution
VF : 1er doublage / 2éme doublage
- Fred Astaire (VF : Henri Ebstein / Guy Chapelier) : Robert Curtis, le chorégraphe du spectacle de Cortland, amoureux de la danseuse Sheila
- Rita Hayworth (VF : Christiane Regnault / Danièle Douet) : Sheila Winthrop, une ravissante danseuse
- Robert Benchley (VF : Jacques Berlioz) : Martin Cortland, un producteur de spectacles coureur de jupons
- John Hubbard (VF : Gérard Férat) : le capitaine Tom Barton
- Osa Massen : Sonya, une danseuse
- Frieda Inescort : Julia Cortland, la femme de Martin
- Guinn Williams (VF : Alfred Argus) : Kewpie Blain, un soldat
- Cliff Nazzaro (en) : "Swivel Tongue", le soldat qui a un défaut d'élocution
- Donald MacBride : le sergent chef
- Marjorie Gateson : tante Louise
- Ann Shoemaker : Mme Barton, la mère de Tom
- Boyd Davis (VF : Pierre Morin) : le colonel Shiller

Acteurs non crédités
- Frank Ferguson (VF : Jacques Beauchey) : le juge de paix
- Martha Tilton : chanteuse (The Wedding Cake Walk)
- Sam Ash : le maître d'hôtel de la boîte de nuit
- Bonnie Bronson : une chorus girl
- Stanley Brown : un deuxième classe
- Dona Dax : une chorus girl
- Lucius Brooks, Leon Buck, Rudolph Hunter, John Porter :  The Four Tones (Since I Kissed My Baby Goodbye)
- Harold Goodwin : le capitaine Nolan
- Paul Phillips : le capitaine Williams
- Frank Mills : le soldat messager
- Tom Quinn : un client de la boîte de nuit
- Frank Sully : un soldat gardant Robert
- Emmett Vogan : Jenkins

## Numéros musicaux
- Rehearsal Duet - Instrumental
- Boogie Barcarolle - Robert & Chœur 
Numéro dansé par Fred Astaire et Rita Hayworth.
- Shootin' The Works For Uncle Sam - Robert & Chœur
Numéro chanté et dansé par Fred Astaire.
- Since I Kissed My Baby Goodbye - The Four Tones
Numéro dansé par Fred Astaire.
- March Milastaire (A-Stairable Rag) – Instrumental
Numéro dansé par Fred Astaire.
- So Near and Yet So Far – Robert
Numéro chanté et dansé par Fred Astaire et dansé par Rita Hayworth.
- The Wedding Cake Walk - Martha Tilton & Chœur
Numéro dansé par Fred Astaire et Rita Hayworth.
- Dream Dancing - Gwen Kenyon (non utilisée)

## Récompenses et distinctions
- Nomination à 14e cérémonie des Oscars pour l'Oscar de la meilleure chanson originale pour Cole Porter (Since I Kissed My Baby Goodbye)
- Nomination à 14e cérémonie des Oscars pour l'Oscar de la Meilleure adaptation d'un film musical pour Morris Stoloff

## À noter
- Ce film est le premier dans lequel Fred Astaire est le partenaire de Rita Hayworth. En 1942, ils s'associent de nouveau pour Ô toi ma charmante (You Were Never Lovelier) .